# 真宽体鲎属
真宽体鲎属（學名：Eusarcana），也称擬蟹體鱟屬（學名：Paracarcinosoma），是生存於志留紀至泥盆纪的一屬海蠍，其化石分布於苏格兰、捷克、美国等地。牠們的身體、似方形的頭甲以及六對附肢均被幾丁質外骨骼包裹住。其餘十二節體節和末端的尾刺與頭相連接。頭甲下六對附肢的第一對長有螯，第二至五對用於行走，第六對呈鰭狀。

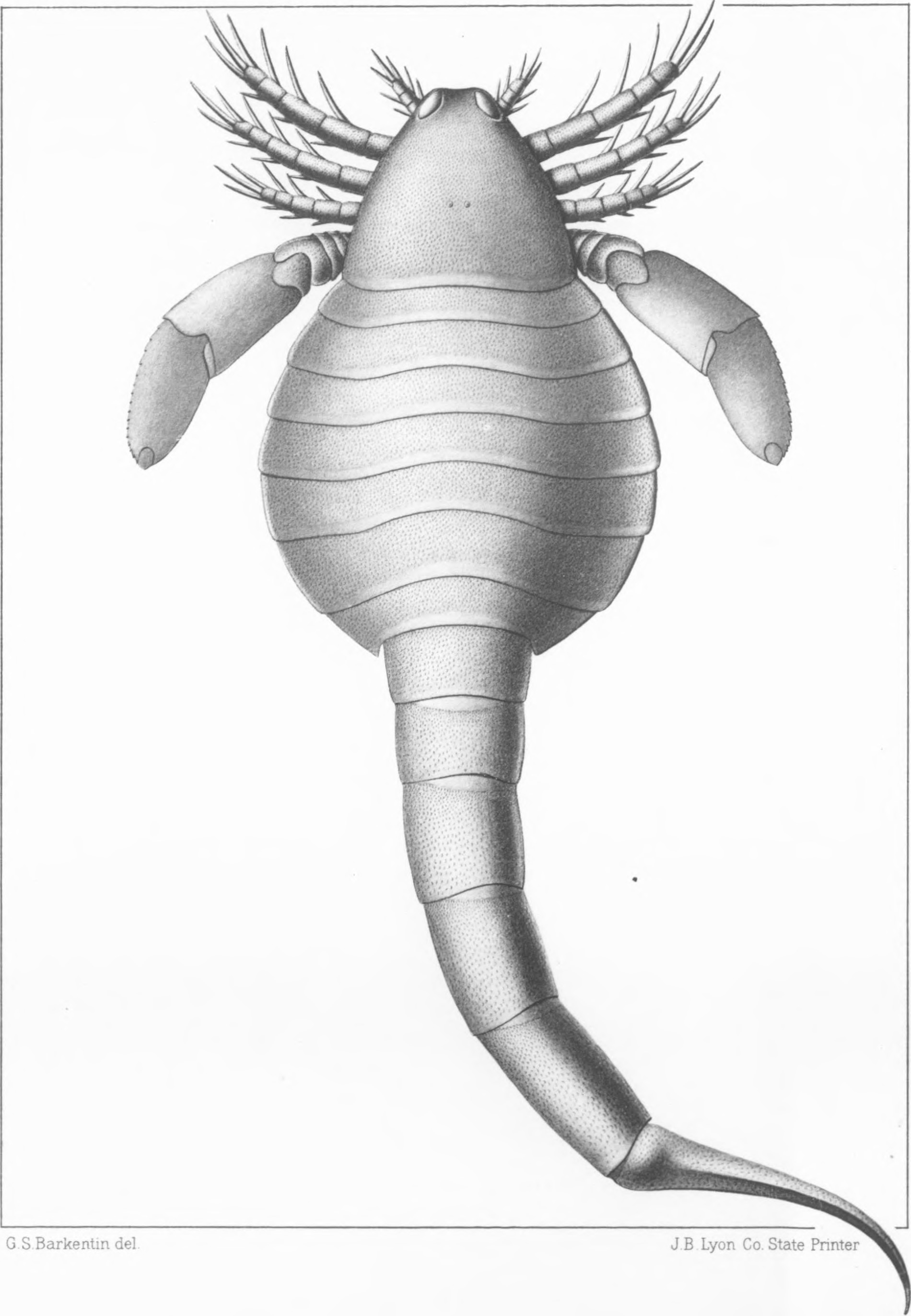
Eusarcana scorpionis的復原圖

## 下属物种
本属包括以下物种：
- †高首真宽体鲎 Eusarcana acrocephalus Semper, 1898，种名来自拉丁语ákros“highest”（最高的）+古希腊语Kephalos“head”（头）。
- †圆身真宽体鲎 Eusarcana obesus Woodward, 1868，种名来自拉丁语obēsus“plump”（丰满的），大概指其身体。
- †蝎形真宽体鲎 Eusarcana scorpionis Grote & Pitt, 1875 (模式种) ，种名来自拉丁语scorpiōnis“scorpion”（蝎子）。

## 外部連結
- Paracarcinosoma in the Paleobiology Database